# Krzysia Górniak
Krzysia Górniak właśc. Krzysztofa Górniak (ur. 9 lutego 1974 w Olsztynie) – polska gitarzystka jazzowa, kompozytor, aranżer, producent, filozof.

## Wykształcenie
W wieku sześciu lat zaczęła grać na fortepianie, a na gitarze w wieku lat dziesięciu. W 1993 roku ukończyła Liceum Plastyczne w Warszawie z tytułem Technika Wystawiennika, a następnie w 1997 r. Wydział Jazzu II st. w Szkole Muzycznej im. Fryderyka Chopina przy ul. Bednarskiej 11, w Warszawie w klasie gitary jazzowej. W 2000 r. uzyskała stopień Magistra Wydziału Filozofii na Uniwersytecie Warszawskim broniąc pracy na temat Johna Cage’a, a w 2003 roku – uzyskała stopień Magistra Sztuki na Wydziale Jazzu na Universität für Musik und darstellende Kunst Wien w Grazu (Austria) w klasie gitary jazzowej. Uczestniczyła w lekcjach i warsztatach m.in. z takimi muzykami jak: Wayne Brasel, Wynton Marsalis, Mike Stern, Karl Ratzer, Susanne Weinert, John Abercrombie, Christian Rover, Garison Fewell, Bob Mintzer, Ron McClure, Billy Hart, Adam Nussbaum, Clarke Fischer.

## Działalność artystyczna

### Muzyka
Krzysia Górniak grała na wielu festiwalach i w wielu klubach jazzowych w Polsce i Europie, m.in. Porgy & Bess w Wiedniu (Austria); M59, Miles, House Of Jazz, Stockwerk w Grazu (Austria); Między Nami w Berlinie (Niemcy); Akwarium, Tygmont, Harenda w Warszawie (Polska). Uczestniczyła w trasach koncertowych po Grecji i Francji. W 1995r współpracowała z orkiestrą Teatru Muzycznego Roma przy spektaklu Błękitny Zamek Romana Czubatego w reżyserii Jana Skotnickiego, zagrała ponad 100 spektakli. Obecnie Krzysia Górniak gra jako gitarzystka w składzie Krzysia Górniak Quartet (z Łukaszem Makowskim, Zdzisławem Kalinowskim i Grzegorzem Grzybem) i Krzysia Górniak Trio, tworzy i bierze udział w różnych projektach muzycznych, współpracuje z muzykami oraz z orkiestrami symfonicznymi (m.in. z: Maciejem Miecznikowskim, Atom String Quartet, Polską Filharmonią Kameralną w Sopocie, Wojciechem Gogolewskim, Arturem Lipińskim, Michałem Grottem, Andrzejem Mikulskim i  Ewą Mikulską).
Kompozycja Krzysi Górniak „Blue” z płyty „Ultra” znalazła się w finale konkursu kompozytorskiego „International Songwriting Competition 2005”, gdzie jurorami byli m.in. Tom Waits, Joss Stone, Sonny Rollins, Macy Gray, John Scofield czy Steve Vai, a na 15 tys. zgłoszeń do finału przeszło tylko 12 piosenek.

### Rysunek i malarstwo
Krzysia Górniak, po ukończeniu liceum plastycznego, mimo dalszego kształcenia się głównie na gruncie muzycznym i filozoficznym, nie zaniechała dalszych działań w dziedzinie rysunku i malarstwa. Jej cykl obrazów, pt. Anioły, który stworzyła w 2001 roku, miał swoją wystawę w Grazu (listopad 2001), w Wiedniu (styczeń 2002) i w Warszawie (wrzesień 2002). Jedna z prac z serii Anioły znajduje się na okładce jej pierwszej płyty – Tales.

## Inne działania
- Krzysia otworzyła klub muzyczny o nazwie Diuna Club, istniejący w latach 2004-2009  na ul. Dobra 33/35 w Warszawie. Diuna Club został stworzony z zamiarem prezentacji młodych artystów[11].

- Od kwietnia 2010 do grudnia 2011 Krzysia Górniak pracowała w Polskim Radiu jako kierownik Działu Nagrań i Koncertów, zarządzała m.in. Studiem Koncertowym im. Witolda Lutosławskiego i Studiem Muzycznym im. Agnieszki Osieckiej.

## Kariera
Opracowano na podstawie materiału źródłowego:
- 1993 – Krzysia Górniak ukończyła Liceum Plastyczne w Warszawie z tytułem Technika Wystawiennika.
- 1995 – współpracowała z Orkiestrą Teatru Muzycznego Roma przy spektaklu Błękitny Zamek Romana Czubatego w reżyserii Jana Skotnickiego.
- 1997 – ukończyła Wydział Jazzu II st. w Szkole Muzycznej im. Fryderyka Chopina przy ul. Bednarskiej 11, w Warszawie w klasie gitary jazzowej.
- 2000 – uzyskała stopień Magistra Wydziału Filozofii na Uniwersytecie Warszawskim broniąc pracy na temat Johna Cage’a.
- 2001 – stworzyła cykl obrazów Anioły, który został wystawiony m.in.: w Grazu (listopad 2001), w Wiedniu (styczeń 2002) i w Warszawie (wrzesień 2002)
- 2002 – wydała swoją pierwszą płytę, pt. Tales[14].
- 2003 – uzyskała stopień Magistra Sztuki na Wydziale Jazzu na Universität für Musik und darstellende Kunst Wien w Grazu (Austria) w klasie gitary jazzowej.
- 2004 – wraz z ITI Film Studio jako wydawcą, wydała swój drugi album – Ultra.
- 2004 – otworzyła w Warszawie klub muzyczny Diuna Club (klub istniał do 2009 roku)
- 2005 – jej kompozycja Blue z płyty Ultra znalazła się w finale konkursu kompozytorskiego International Songwriting Competition[15]
- 2008 – założyła wydawnictwo Diuna Club.
- 2008 – wraz z Szymonem Pejskim wydała trzecią płytę, pt. Garden of Love
- 2009 – wydała czwartą płytę – Emotions, której dystrybutorem było wydawnictwo Fonografika.
- 2010 – rozpoczęła pracę w Polskim Radiu jako kierownik Działu Nagrań i Koncertów (kwiecień 2010 – grudzień 2011).
- 2012 – wydała piątą płytę, pt. Feelings, której była producentem i wydawcą.
- 2015 – wraz z Maciejem Miecznikowskim, wydała szóstą płytę, pt. Tribute to Nat King Cole (DUX Recording Producers), w 50-tą rocznicę śmierci Nata King Cole’a.
- 2016 – Agencja Muzyczna Polskiego Radia wydała jej siódmą płytę – Moments[16]
- 2020 – ósma płyta: Memories[17]

## Festiwale[18]
- 2016 – Festiwal Muzyka u Źródeł, Bydgoszcz

- 2016 – Jazz w Muzeum, Warka
- 2016 – Festiwal Dreszer Jazz 2016, Warszawa
- 2013 – IX Green Town Of Jazz 2013, Zielona Góra
- 2011 – 6. Śląski Jazz Festiwal, Katowice
- 2010 – Bydgoskie Lato Artystyczne, Bydgoszcz
- 2009 – Jazz Festiwal Memorial To Miles Davis, Kielce
- 2009 – Jazz Festiwal Jazzonalia, Konin
- 2008 – Sopot Jazz Festiwal, Sopot
- 2008 – Mazurska Fiesta Jazzowa, Giżycko
- 2008 – 13. Festiwal Hilldener Jazztage, Hilden
- 2006 – IV Olsztyński Festiwal Jazzowy, Olsztyn
- 2006 – Festiwal Jazz na Kresach, Zamość
- 2006 – 13. Ogólnopolski Festiwal Sztuki Filmowej Prowincjonalia, Września
- 2005 – IV Podlasie Jazz Festiwal, Biała Podlaska
- 2005 – X Letni Festiwal Jazzowy w Piwnicy Pod Baranami, Kraków
- 2005 – Oleśnicki Festiwal Jazzowy – Jazz Live na Kanapie, Oleśnica
- 2005 – Ladies’ Jazz Festival, Gdynia
- 2005 – Festiwal Świętokrzyska Wiosna Jazzowa 2005, Kielce
- 2003 – XIX Międzynarodowe Głogowskie Spotkania Jazzowe, Głogów
- 2000 – Warsaw Summer Jazz Days, Warszawa
- 1999 – 3rd Santorini Jazz Festival, Grecja

## Dyskografia[19]

### Albumy
| Tytuł                    | Rok wydania | Wydawca / Dystrybucja              | Wykonawcy                                                                                                 |
| ------------------------ | ----------- | ---------------------------------- | --- |
| Tales                    | 2002        | Krzysia Górniak                    | Krzysia Górniak, Evangelos Tzimkas, Mikko Iivannainen, Bairam Istrefi Jr., Marc Vogel, Jorg Micula        |
| Ultra                    | 2004        | ITI Film Studio                    | Krzysia Górniak, Tomek Wierzbowski, Wojtek Pilichowski, Piotrek Remiszewski, Kuba Badach, Marek Błaszczyk |
| Garden of Love           | 2008        | Diuna Club                         | Szymon Pejski, Krzysia Górniak, Zdzisław Kalinowski, Magda Tull, Michał Grott, Przemek Knopik             |
| Emotions                 | 2009        | Fonografika, Diuna Club            | Krzysia Górniak, Zdzisław Kalinowski, Michał Grott, Przemek Knopik                                        |
| Feelings                 | 2012        | Krzysia Górniak                    | Krzysia Górniak, Wojciech Gogolewski, Paweł Pańta, Artur Lipiński                                         |
| Tribute to Nat King Cole | 2015        | DUX Recording Producers            | Krzysia Górniak, Maciej Miecznikowski, Paweł Pańta, Adam Lewandowski (+ gościnnie: Atom String Quartet)   |
| Moments                  | 2016        | Polskie Radio SA, Agencja Muzyczna | Krzysia Górniak, Zdzisław Kalinowski, Łukasz Makowski, Grzegorz Grzyb, Gniewomir Tomczyk                  |

### Single
- 2016 – Meditation
- 2004 – Orange (+ Kuba Badach)
- 2004 – Silver

### Publikacje
- John Cage a współczesna myśl estetyczna / Krzysztofa Górniak (2009)- Musica Sacra Nova[25]
- Odbiorca nowej muzyki / Krzysztofa Górniak (2009) – Musica Sacra Nova[26]